# هولنشتاین آندر ایبس
هولنشتاین آندر ایبس (به آلمانی: Hollenstein an der Ybbs) یک منطقهٔ مسکونی در اتریش است که در بخش امستیتن واقع شده‌است. هولنشتاین آندر ایبس ۱٬۸۲۰ نفر جمعیت دارد.